# Поречье (Александровск-Сахалинский район)
Поречье — упразднённый посёлок в Александровск-Сахалинском районе Сахалинской области России. На момент упразднения входил в состав Владимирского сельсовета. Исключен из учётных данных в 1968 году.

## География
Село находилось в центре района, на правом берегу реки Арково в месте впадения в неё ручья Пятый, на расстоянии приблизительно в 58 км (по прямой) к юго-востоку от города Александровск-Сахалинский.

## История
Русское старожильческое село основано в 1894 году. В переписи 1926 года не учтено.
На 1937 год сведения о существовании также отсутствуют.
Упразднен решением Сахалинского облисполкома от 28.05.1968 № 209.

## Население
По данным переписи 1959 года в посёлке проживало 377 человек.